# Marco Vigerio della Rovere
Marco Vigerio della Rovere (né à Savone, en Ligurie, alors dans la république de Gênes en 1446 et mort à Rome le 18 juillet 1516) est un cardinal italien du XVIe siècle. Sa mère est une nièce du pape Sixte IV. Il est membre de l'ordre des conventuels.

## Biographie
Marco Vigerio delle Rovere est professeur à l'université de Padoue et à l'université de Rome. Il est nommé évêque de Senigallia en 1476 et renonce à l'administration de son diocèse en 1513. En 1484 il est nommé maître du Palais apostolique et en 1502 suffragant de Bologne et évêque de Ventimiglia poste auquel il renonce en 1511. En 1503-1506, il est gouverneur de Sant'Angelo et en 1506-1517 archevêque de Trani.
Il est créé cardinal in pectore par le pape  Jules II lors du consistoire du 1er décembre 1505. Sa création est publiée le 12 décembre 1505. Le cardinal della Rovere est légat apostolique à Bologne. De 1508 à 1514, il est gouverneur du burgo et du diocèse de Sutri. Il préside un chapitre général important des frères mineures. Sa contribution lui donne la réputation de « deuxième fondateur » de l'ordre. Lors du Ve concile du Latran, il est président du plusieurs commissions, notamment celle sur la réforme de la Curie romaine et la reforme du calendrier.
Le cardinal Marco Vigerio della Rovere participe au conclave de 1513, lors duquel Léon X est élu pape. Il est l'auteur de plusieurs livres sur la vie, la passion et la résurrection du Seigneur. Il est encore abbé commendataire de l'abbaye de San Martino à Viterbe.
Il a eu un fils illégitime, Paolo Vigerio, d'une femme non mariée, peut-être une religieuse